# East Atlantic Beach
East Atlantic Beach – jednostka osadnicza w Stanach Zjednoczonych, w stanie Nowy Jork, w hrabstwie Nassau, nad Oceanem Atlantyckim.